# Comune di Gribskov
Il comune di Gribskov è un comune danese situato nella regione di Hovedstaden. Capoluogo e sede amministrativa è la cittadina di Helsinge.
Il comune è stato costituito in seguito alla riforma amministrativa del 1º gennaio 2007, accorpando i precedenti comuni di Græsted-Gilleleje e Helsinge.

## Centri abitati
I centri abitati principali del comune sono:
- Helsinge (9 482)
- Gilleleje (6 702)
- Græsted (3 691)
- Annisse Nord (1 585)

Altri centri abitati:
- Tisvildeleje